# Copenhagen Games
|  | Denne artikel omhandler atletikstævnet. For e-sportsarrangementet, se Copenhagen Games (esport). |
Copenhagen Games var Spartas internationale atletikstævne som havde besøg af olympiske guldvindere. Stævnet blev afholdt årligt på Østerbro Stadion fra 1973 til og med 1986. En af hovedkræfterne bag Copenhagen Games var Heinrich Duholm.
Mange af Østerbro Stadions stadionrekorder er sat under Copenhagen Games.